# Ziele für nachhaltige Entwicklung

Logo der UN für die SDGs

Die 17 SDGs mit ihren einzelnen eigenen Logos

Die 17 Ziele für nachhaltige Entwicklung (englisch Sustainable Development Goals, SDGs; französisch Objectifs de développement durable) sind politische Zielsetzungen der Vereinten Nationen (UN), die weltweit der Sicherung einer nachhaltigen Entwicklung auf ökonomischer, sozialer sowie ökologischer Ebene dienen sollen. Sie wurden in Anlehnung an den Entwicklungsprozess der Millenniums-Entwicklungsziele (MDGs) entworfen und traten am 1. Januar 2016 mit einer Laufzeit von 15 Jahren (bis 2030) in Kraft. Im Unterschied zu den MDGs, die insbesondere Entwicklungsländern galten, gelten die SDGs für alle Staaten.
Die Nachhaltigkeitsziele sind Kern der UN-Agenda Transformation unserer Welt: Die Agenda 2030 für nachhaltige Entwicklung (kurz: Agenda 2030); synonym werden Globale Nachhaltigkeitsagenda, Post-2015-Entwicklungsagenda, Globale Ziele der UN und Weltzukunftsvertrag verwendet.

## Zielsetzung und Entwicklung

### Post-MDG-Prozess (2010 bis 2013)
Auf dem Millennium-Gipfel der Vereinten Nationen in New York im Jahr 2000 waren acht konkrete Entwicklungsziele beschlossen worden (MDG: Millennium Development Goals), die bis zum Jahr 2015 erreicht werden sollten. Damit Länder auch nach Ablauf des MDG-Zeitraumes konkreten entwicklungspolitischen Leitlinien folgen, wurde auf dem MDG-Gipfel 2010 ein Post-2015-Prozess angestoßen: Der damalige UN-Generalsekretär Ban Ki-moon wurde beauftragt, in seinem jährlichen Bericht zur Evaluation der Millenniums-Entwicklungsziele auch Vorschläge zur Verbesserung der Post-2015-Entwicklungsagenda der Vereinten Nationen einzubringen und so einen Denkprozess anzustoßen. Im Januar 2012 wurde ein UN Task Teams (UN TT) gegründet und beauftragt, einen Bericht zur Post-2015-Agenda zu erstellen. Das UN TT veröffentlichte seinen Bericht im Juni 2012 unter dem Titel „Realizing the Future we want for all“. Einen Monat später wurde eine weitere Arbeitsgruppe gebildet, die sich mit dem Entwurf einer Post-MDG-Agenda befassen sollte. Dieses so genannte „Hochrangige Gremium“ (High-level Panel of Eminent Persons) setzte sich aus bedeutenden Personen zusammen, wie etwa dem damaligen britischen Premierminister David Cameron, der zu einem der drei Co-Vorsitzenden ernannt wurde, oder dem ehemaligen deutschen Bundespräsidenten Horst Köhler. Die 27 Mitglieder dieses Gremiums erarbeiteten einen Bericht, der im Mai 2013 unter dem Namen „A New Global Partnership“ veröffentlicht wurde. Dieses Dokument bereitete konzeptionell den Weg zur späteren Zusammenlegung der Post-MDG- und SDG-Arbeitsstränge.

### SDG-Prozess: Rio+20-Konferenz (2012)

Logo der Initiative Global Goals („Globale Ziele“)

Parallel zur Entwicklung einer Post-2015-Agenda einigten sich die UN-Mitgliedsstaaten auf der Rio+20-Konferenz im Juni 2012 auf die Entwicklung von Nachhaltigkeitszielen (Sustainable Development Goals, SDGs), die nach dem Auslaufen der MDGs Ende 2015 verfolgt werden sollten. Obwohl noch keine konkreten Ziele ausformuliert oder beschlossen wurden, konnte man sich bereits auf Grundsätze einigen, aus denen die thematischen Prioritäten der Nachhaltigkeitsziele hervorgingen. Im Gegensatz zu den Millenniums-Entwicklungszielen, bei denen die soziale Entwicklungsdimension sehr stark im Vordergrund stand, sollten die SDGs das Thema Nachhaltigkeit wesentlich stärker betonen. Damit wurden neben der sozialen auch die ökonomische sowie insbesondere ökologische Dimension mit in die Entwicklungsagenda einbezogen. Die Mitgliedstaaten bekräftigten ihre Auffassung, dass anhaltendes, inklusives und gerechtes Wirtschaftswachstums, die Reduzierung von Disparitäten im Lebensstandard, die Schaffung von Chancengleichheit sowie ein nachhaltiges Management von  natürlichen Ressourcen, das den Erhalt von Ökosystemen gewährleistet und deren Resilienz stärkt, notwendig seien.
In der Ausgestaltung der Ziele wird die Bedeutung der Menschen, welche „das Zentrum einer nachhaltigen Entwicklung sind“, betont. Dabei ist vor allem die Wahrung von Menschenrechten ein wichtiger Aspekt. Um die Menschen mit den Zielen besser ansprechen zu können, soll die Umsetzung der SDGs zudem eine starke regionale bzw. lokale Dimension bekommen. Dies soll vor allem ermöglichen, dass die Umsetzung einer nachhaltigen Entwicklung in konkrete Tätigkeiten gewährleistet werden kann.
Die Anzahl der Ziele für nachhaltige Entwicklung wurde limitiert, um u. a. auch deren Kommunikation zu erleichtern. Die Themen für potenzielle Zielsetzungen, die im Ergebnisdokument des Rio+20-Gipfels aufgelistet sind, umfassen jedoch eine Reihe von Gebieten. Nach einer Umfrage unter den Mitgliedsstaaten kristallisierten sich die folgenden Gebiete heraus, die als am wichtigsten für einen nachhaltigen Entwicklungsprozess angesehen wurden. Die folgenden zehn Gebiete wurden am häufigsten genannt (in absteigender Priorität):
- Ernährungssicherheit und nachhaltige Landwirtschaft
- Wasser und Verbesserung der Hygiene
- Energie
- Bildung
- Armutsbekämpfung
- Gesundheit
- Mittel zur Durchführung des SDG-Prozesses
- Klimawandel
- Umwelt / Management natürlicher Ressourcen
- Beschäftigung

### SDG-Prozess: Offene Arbeitsgruppe (2013 bis 2014)
Einer der zentralen Schritte des Rio+20-Dokuments zur Entwicklung von SDGs war der Antrag zur Gründung einer Offenen Arbeitsgruppe (Open Working Group, OWG), die die Ziele für nachhaltige Entwicklung konkretisieren und ausformulieren sollte. Die Arbeitsgruppe wurde am 22. Januar 2013 durch Entscheidung der Generalversammlung der Vereinten Nationen gegründet. Die OWG wurde beauftragt, einen Entwurf der SDGs zu erstellen und diesen der Generalversammlung zum Ende ihrer 68. Sitzungsperiode im Herbst 2014 vorzulegen. Dieser Bericht sollte während der darauffolgenden 69. Sitzungsperiode der Generalversammlung der Vereinten Nationen bis September 2015 Grundlage für die Verhandlungen über die Post-2015-Agenda sein.
Darüber hinaus wurde in der Rio+20-Erklärung festgelegt, dass die OWG über ihre Arbeitsweise und Methodik unmittelbar nach der Aufnahme ihrer Arbeit selbstständig entscheiden sollte. Dabei sollte sie relevante Akteure bestmöglich einbeziehen und so viele Perspektiven und Erfahrungen berücksichtigen. Damit nahm die Arbeitsgruppe eine vermittelnde Rolle zwischen verschiedenen Akteuren ein, wie der Zivilgesellschaft, der Wissenschaft sowie anderen UN-Organen und der Generalversammlung der Vereinten Nationen. Inhaltlich unterstützt wurde die OWG aus dem Arbeitsstrang der UN zur Post-MDG-Agenda. So wurde ein technisches Unterstützungsteam (Technical Support Team, UN TST) gegründet, das dem UN TT untergeordnet war. Das UN TST legte der Arbeitsgruppe beispielsweise Informationspapiere (so genannte issues briefs) vor, die zu den verschiedenen Themen des Rio+20-Ergebnisdokuments verfasst wurden und neben einem Status-quo-Bericht auch Vorschläge und Ansätze zur Formulierung von Zielsetzungen und deren Konkretisierung beinhalteten (vgl. bspw. Informationspapier zur Armutsbekämpfung). Auch vom Generalsekretär, der in enger Rücksprache mit den einzelnen Regierungen steht, erhielt die OWG Unterstützung bei ihrer Arbeit.
Durch die Gründung der OWG wurde neben dem bereits laufenden Post-MDG-Prozess ein weiterer Arbeitsstrang, der sich mit einer Post-2015-Agenda beschäftigt, ins Leben gerufen. Die beiden Arbeitsstränge arbeiteten inhaltlich unabhängig voneinander, wurden aber durch ein Sekretariat und eine Koordinierungsgruppe (informal senior coordination group) betreut, die eine kohärente Arbeit zwischen den Strängen gewährleisten sollten. Um eine einheitliche und übersichtliche Post-2015-Agenda zu entwickeln, wurde über eine Zusammenlegung der Arbeitsstränge nachgedacht; besonders das hochrangige Gremium wirkte auf die Zusammenlegung hin. Auf einer Sonderveranstaltung zur Konzeptualisierung einer Reihe von Zielen nachhaltiger Entwicklung, die einen Tag vor Beginn der 68. Generalversammlung der Vereinten Nationen im September 2013 stattfand, beschlossen die Teilnehmer, die verschiedenen Arbeitsstränge zusammenzuführen und somit in einen einzigen Strang konvergieren zu lassen.
Orientiert an den 2012 bestimmten Prioritäten und auch mit den Beiträgen anderer Akteure erarbeitete die Offene Arbeitsgruppe Ziele für eine nachhaltige Entwicklung. Am 19. Juli 2014 legte die OWG einen Vorschlag für die SDGs vor: Dieser umfasste 17 Hauptziele, die durch 169 Zielvorgaben (Unterzielen und Mittel zur Umsetzung) erläutert und konkretisiert werden. Am 4. Dezember 2014 stimmte die Generalversammlung der Vereinten Nationen dem Vorschlag des Generalsekretärs zu, eine Post-2015-Agenda auf diesem Vorschlag aufzubauen.
Parallel befasste sich ein Expertenausschuss (Intergovernmental Committee of Experts on Sustainable Development Financing, ICESDF) mit der Finanzierung nachhaltiger Entwicklung und veröffentlichte im August 2014 seinen Bericht. Auf Grundlage dieses Berichts wurde auf der UN-Konferenz zur Entwicklungsfinanzierung in Addis Abeba 2015 verhandelt.

### Beschluss: Weltgipfel für nachhaltige Entwicklung (2015)
Am 25. September 2015 wurde auf dem Weltgipfel für nachhaltige Entwicklung 2015 am Hauptsitz der Vereinten Nationen in New York die Agenda 2030 mit ihren 17 „Zielen für nachhaltige Entwicklung“ von der Generalversammlung der Vereinten Nationen als Resolution A/RES/70/1 verabschiedet.

## Die Agenda 2030

### Inhalt
Die Agenda 2030 (englisch Transforming our World: The 2030 Agenda for Sustainable Development) wird in einem etwa 30-seitigen Dokument formuliert, das aus fünf Abschnitten besteht: Einer Präambel, einer politischen Deklaration, den 17 Zielen für nachhaltige Entwicklung, die das Kernstück der Agenda 2030 bilden, einem Abschnitt über Mittel zur Umsetzung und zur globalen Partnerschaft sowie einem Abschnitt zur Fortschreibung und Überprüfung.
- Die Präambel umfasst die fünf Themenbereiche der Agenda, die „fünf P“: People – Planet – Prosperity – Peace – Partnership. Die ersten drei P – Menschen, Planet und Wohlstand – stehen für die soziale, ökologische und ökonomische Dimension nachhaltiger Entwicklung, ergänzt um die Bereiche Frieden und internationale Zusammenarbeit.[34]
- Die Deklaration der Regierungen betont die universelle Bedeutung und globale Reichweite der Agenda. Sie bekräftigt frühere Grundsätze und Prinzipien, darunter die gemeinsame, aber unterschiedliche Verantwortung zur Bewahrung der Ökosysteme der Erde, sowie die Rechte von Kindern.[34]
- Die Ziele und Zielvorgaben bilden das Kernstück der Agenda 2030. Im Unterschied zu den Millennium Development Goals (2000–2015), die auf Maßnahmen und Änderungen allein in den Entwicklungsländern abzielten, sollen die Sustainable Development Goals der Agenda 2030 in allen Staaten eine Transformation hin zur Nachhaltigkeit beinhalten und neben der sozialen und ökonomischen Dimension auch die ökologische abdecken. Im Unterschied zu den Millenniumszielen umfassen die Nachhaltigkeitsziele auch Mittel zur Umsetzung, die sowohl in Zielvorgaben als auch als eigenständiges SDG 17 „Partnerschaften zur Erreichung der Ziele“ formuliert werden.[34]
- Auch der Abschnitt Means of implementation and the Global Partnership  adressiert eben dieses Thema und fasst im Wesentlichen die Ergebnisse der UN-Konferenz zur Entwicklungsfinanzierung in Addis Abeba 2015 zusammen.[34]
- Der Abschnitt Follow-up and review schließlich behandelt die Weiterverfolgung und Überprüfung der Umsetzung. Dazu formuliert er einige allgemeine Prinzipien und einen Rahmen zur Überprüfung, der drei Stufen hat: eine freiwillige Fortschrittsprüfung auf subnationaler und nationaler Ebene, einem Erfahrungsaustausch auf regionaler Ebene und dem Hochrangigen Politische Forum für Nachhaltige Entwicklung (HLPF) als globalem Gremium.[34]

Primär bezieht sich die Agenda 2030 auf die Ebene der Nationalstaaten; relevant ist die Agenda 2030 jedoch auch für die regionale und lokale Ebene. Kommunen entwickeln im Rahmen der Agenda 2030 anhand der SDGs Lokale Nachhaltigkeitsstrategien. Zur Umsetzung der Agenda 2030 in Kommunen ist ein indikatorengestütztes Monitoring vorgesehen, um anhand von Messzahlen die Erreichung der Nachhaltigkeitsziele abzubilden und zu überprüfen.

### Hochrangiges Politisches Forum
Das Hochrangige Politische Forum für Nachhaltige Entwicklung (High-level Political Forum, HLPF) ist das Gremium, das den Fortschritt bei der Umsetzung der Agenda 2030 prüft. Es setzt sich aus Ministern der Mitgliedstaaten zusammen und trifft sich jährlich im Juli unter Schirmherrschaft des Wirtschafts- und Sozialrats der Vereinten Nationen (ECOSOC). Gesellschaftliche Gruppen können an den Treffen mitwirken. Alle vier Jahre treffen sich im Rahmen des HLPF die Staats- und Regierungschefs unter Leitung der UN-Generalversammlung zum sogenannten SDG-Gipfel. Der erste SDG-Gipfel der Staats- und Regierungschefs fand im September 2019 statt, der zweite im September 2023, der dritte soll im September 2027 stattfinden.
Der UN-Generalsekretär legt dem HLPF jährlich einen SDG-Fortschrittsbericht als Basis für dessen Arbeit vor; ergänzt wird der SDG-Fortschrittsbericht um den jährlich erscheinenden und sich an die Öffentlichkeit richtenden  Sustainable Development Goals Report. Außerdem soll regelmäßig ein Globaler Nachhaltigkeitsbericht (Global Sustainable Development Report) erscheinen, Und schließlich sollen die Regierungen der Mitgliedstaaten dem HLPF freiwillige Umsetzungsberichte (Voluntary National Reviews, VNRs) vorlegen. Das HLPF verabschiedet eine Ministererklärung, die der UN-Generalversammlung übermittelt wird.

## Die 17 Ziele für nachhaltige Entwicklung (SDG) und ihre Zielvorgaben
Die 17 Ziele für nachhaltige Entwicklung (englisch Sustainable Development Goals, SDGs) der Vereinten Nationen sind:
|  | Ziel |
|  | --- |
|  | Keine Armut Armut in all ihren Formen und überall beenden. |
|  | Kein Hunger Den Hunger beenden, Ernährungssicherheit und eine bessere Ernährung erreichen und eine nachhaltige Landwirtschaft fördern. |
|  | Gesundheit und Wohlergehen Ein gesundes Leben für alle Menschen jeden Alters gewährleisten und ihr Wohlergehen fördern. |
|  | Hochwertige Bildung Bildung für alle: inklusive, gerechte und hochwertige Bildung gewährleisten und Möglichkeiten des lebenslangen Lernens für alle fördern. |
|  | Geschlechter-Gleichheit Gleichstellung der Geschlechter erreichen und alle Frauen und Mädchen zur Selbstbestimmung befähigen. |
|  | Sauberes Wasser und Sanitär-Einrichtungen Verfügbarkeit und nachhaltige Bewirtschaftung von Wasser und Sanitärversorgung für alle gewährleisten. |
|  | Bezahlbare und saubere Energie Zugang zu bezahlbarer, verlässlicher, nachhaltiger und zeitgemäßer Energie für alle sichern. |
|  | Menschenwürdige Arbeit und Wirtschaftswachstum Nachhaltiges Wirtschaftswachstum und menschenwürdige Arbeit für alle – dauerhaftes, breitenwirksames und nachhaltiges Wirtschaftswachstum, produktive Vollbeschäftigung und menschenwürdige Arbeit für alle fördern.               |
|  | Industrie, Innovation und Infrastruktur Eine widerstandsfähige Infrastruktur aufbauen, breitenwirksame und nachhaltige Industrialisierung fördern und Innovationen unterstützen.                                                                                                  |
|  | Weniger Ungleichheiten Ungleichheit in und zwischen Ländern verringern. |
|  | Nachhaltige Städte und Gemeinden Städte und Siedlungen inklusiv, sicher, widerstandsfähig und nachhaltig gestalten. |
|  | Nachhaltiger Konsum und Produktion Nachhaltige Konsum- und Produktionsmuster sicherstellen. |
|  | Maßnahmen zum Klimaschutz Sofortmaßnahmen ergreifen, um den Klimawandel und seine Auswirkungen zu bekämpfen. |
|  | Leben unter Wasser Bewahrung und nachhaltige Nutzung der Ozeane, Meere und Meeresressourcen. |
|  | Leben an Land Landökosysteme schützen, wiederherstellen und ihre nachhaltige Nutzung fördern, Wälder nachhaltig bewirtschaften, Wüstenbildung bekämpfen, Bodendegradation beenden und umkehren und dem Verlust der biologischen Vielfalt ein Ende setzen.                         |
|  | Frieden, Gerechtigkeit und starke Institutionen Friedliche und inklusive Gesellschaften für eine nachhaltige Entwicklung fördern, allen Menschen Zugang zum Recht ermöglichen und leistungsfähige, rechenschaftspflichtige und inklusive Institutionen auf allen Ebenen aufbauen. |
|  | Partnerschaften zur Erreichung der Ziele Umsetzungsmittel stärken und die globale Partnerschaft für nachhaltige Entwicklung mit neuem Leben füllen. |

Zur Konkretisierung der Nachhaltigkeitsziele wurde ein Katalog von insgesamt 169 Zielvorgaben verabschiedet, die sich auf die 17 Nachhaltigkeitsziele verteilen. Die Zielvorgaben fallen in zwei Kategorien: in 107 inhaltliche Unterziele, die je Nachhaltigkeitsziel mit arabischen Ziffern gekennzeichnet sind, und in 62 mit Kleinbuchstaben gekennzeichnete Maßnahmen zu Mitteln für die Umsetzung (engl.: Means of Implementation, MoI), mit denen meist finanzielle oder institutionelle Strukturen beschrieben werden. SDG 17 enthält ausschließlich Umsetzungsmaßnahmen. Beispiele sind die Umsetzungsmaßnahme 12.c, die das Auslaufen schädlicher Subventionen für fossile Energien zum Inhalt hat, oder die Umsetzungsmaßnahme 2.b, das Ende der Agrar-Exportsubventionen und aller Exportmaßnahmen mit gleicher Wirkung.

## Fortschrittsmessung der SDGs
Zur konkreten Messbarmachung erhielt die UN-Statistikkommission, in der u. a. das Statistische Bundesamt vertreten ist, den Auftrag, einen Satz an Indikatoren vorzuschlagen. Die Kommission setzte eine Arbeitsgruppe ein, die einen Katalog von Indikatoren für die Zielvorgaben erarbeitete. Der Katalog wurde im März 2016 von der UN-Statistikkommission beschlossen.
Insgesamt gibt es, Stand 2024, 231 globale Indikatoren, einige Indikatoren werden für mehrere Zielvorgaben verwendet. Die globalen Indikatoren werden von Ländern durch eigene Indikatoren ergänzt. Die UN-Statistikkommission ordnet die globalen Indikatoren nach ihrer konzeptionellen Klarheit und der Existenz von Zahlen drei verschiedenen Ebenen zu. Die Einordnung kann sich mit der Verfügbarkeit von Daten und methodischen Weiterentwicklung ändern:
- Ebene 1: Der Indikator ist konzeptionell klar und es gibt eine anerkannte Methode, es liegen regelmäßig Daten für die Länder vor (2017: 82 Indikatoren, 2024: 157).
- Ebene 2: Der Indikator ist konzeptionell klar une es gibt eine anerkannte Methode, aber es liegen nicht regelmäßig Daten für die Länder vor (2017: 61 Indikatoren, 2024: 66).
- Ebene 3: Es gibt keine anerkannte Methode und keine Daten (2017: 84 Indikatoren, 2024: 0).

Einzelne Indikatoren sind in mehrere Ebenen eingeordnet.
Der bisher vom statistischen Amt der UN verfolgte Messansatz sieht vor, ausschließlich bereits vorhandene Daten der nationalen statistischen Ämter zu berücksichtigen. Für Deutschland veröffentlicht und koordiniert das Statistische Bundesamt auf Grundlage von Daten der amtlichen Statistik wie auch anderen Datenquellen, welche Daten Deutschland jährlich soweit möglich zu den globalen Indikatoren übermittelt. Seit Juli 2019 erfolgt die Veröffentlichung dieser Daten und der dazugehörigen Metadaten auf einer neuen interaktiven Online-Plattform.
Eine im Jahr 2016 veröffentlichte Studie für das deutsche Bundesministerium für wirtschaftliche Zusammenarbeit und Entwicklung (BMZ) kritisiert diesen Ansatz, da die zur Messung der SDGs überwiegend verwandten Indikatoren stark vom Bruttosozialprodukt pro Einwohner abhingen – und deshalb immer die gleichen Länder an die Spitze setzten. Damit verbunden war eine Kritik an der Übergewichtung des Bruttosozialproduktes auch im Index der menschlichen Entwicklung des Entwicklungsprogramms der Vereinten Nationen (UNDP). Die Expertengruppe zur Messung der SDGs – die Inter-agency and Expert Group on Sustainable Development Goals Indicators (IAEG-SDGs) – hat 2016 zu derartigen Fragen ein Treffen veranstaltet und die Stellungnahmen der Teilnehmer als Tabelle veröffentlicht.
In einem Positionspapier des Basel Institute of Commons and Economics, das 2018 in der UN Inter Agency Task Force on Financing for Development (UN IATF on FfD) veröffentlicht wurde, wurde der Charakter der 17 UN-Ziele als öffentliche Güter (public goods) betont. Damit wurde die Bereitschaft zur Mitfinanzierung öffentlicher Güter erstmals ein Indikator zur Umsetzung der UN-Ziele, der bisher für 112 Länder in 48 Sprachen erhoben und im August 2019 in der UN in den UN-SDG Partnerschaftsinitiativen veröffentlicht wurde.
Jüngste Metriken befassen sich mit Überschneidungen zwischen den Zielen und ihrer länderspezifischen Erreichbarkeit, der Abwägung verschiedener Ziele sowie der Abschätzung etwaiger Folgerisiken. Zudem wird eine engere Verknüpfung mit ESG-Kennzahlen empfohlen.

## Kosten und Finanzierung
Verschiedene Organisationen haben versucht, die Kosten der Umsetzung der UN-Nachhaltigkeitsziele zu schätzen. Die Schätzungen sind kaum vergleichbar und mit erheblichen Schwierigkeiten verbunden: Die Umsetzung der Ziele hängt teilweise voneinander ab; zum Beispiel führen Fortschritte bei SDG 3 „Gesundheit und Wohlergehen“ auch zur Verringerung von Armut (SDG 1) und umgekehrt. Doppelzählung von Kosten lässt sich daher kaum vermeiden. Einige Kostenschätzungen berücksichtigen nicht Betriebs- und Instandhaltungskosten von Infrastruktur. Die angenommene Zinsrate hat einen großen Einfluss auf die Gegenwartskosten. Der Erfolg von Investitionen hängt auch entscheidend von der Politik und den Institutionen des Landes ab, in dem investiert wird.
Ziel der notwendigen Investitionen ist es nicht nur, eine positive Wirkung zu entfalten und zum Erreichen der SDG notwendige Güter bereitzustellen, sondern auch sogenannte negative Externalitäten zu beseitigen. Dabei handelt es sich um Nebeneffekte wirtschaftlichen Handels, die sich schädlich auf Dritte auswirken, beispielsweise Treibhausgas- und Schadstoffemissionen. Somit kann auch das Vermeiden von Finanzierung bzw. das Umlenken von Finanzströmen, die nicht mit den SDG in Einklang sind, zur Umsetzung der Agenda 2030 beitragen. Dazu zählt beispielsweise das Vermeiden von Subventionen für fossile Brennstoffe.
Den Umsetzungskosten gegenüber stehen die Schäden des Nicht-Handelns. Schätzungen der Kosten des Nicht-Handelns bzw. der Ersparnisse durch Handeln gibt es kaum, sie sind aber beträchtlich: Allein der Verlust an Biodiversität verursachte 1997–2011 geschätzte Kosten von 10–31 Billionen US-Dollar (USD). Häufig wird zwischen Infrastrukturausgaben und sozialen Ausgaben (z. B. Bildung) unterschieden: Während Infrastrukturinvestitionen schnell wirtschaftliche Vorteile bringen, gilt das für soziale Ausgaben sowie Klimaschutz und den Schutz der Biodiversität vor allem langfristig. Das Erreichen der Ziele könnte zusätzliche Absatzmöglichkeiten in Höhe von 12 Billionen USD eröffnen in den Bereichen Landwirtschaft und Ernäherung, Städte, Energie und Materialien sowie Gesundheit und Wohlergehen.
Die UNCTAD schätzte in ihrem World Investment Report 2014, dass global jährlich zwischen 5 und 7 Billionen USD investiert werden müssen, um die 17 SDG vollständig umzusetzen, davon 3,3–4,5 Billionen in den Entwicklungsländern. Hauptbereiche für Investitionen sind Infrastruktur, Ernährungssicherheit, Klimapolitik, Gesundheit und Bildung. Angesichts der jährlichen Investitionen bis 2014 machte die UNCTAD eine Investitionslücke von 2,5 Billionen USD pro Jahr in den Entwicklungsländern aus.
Daten der Vereinten Nationen und der britischen United Nations Association (UNA-UK) zufolge beträgt die Finanzierungslücke insgesamt – zur Erreichung aller Ziele in allen Staaten bis 2030 – bei mindestens 2,5 Billionen USD. Beschränkt auf die ärmsten Staaten wurde sie auf 0,3–0,528 Billionen USD geschätzt, für Staaten mit niedrigem bis mittlerem Einkommen auf 1,4–3 Billionen USD.
| OECD, neue Schulden real              | 10.500 |
| Weltweite Militärausgaben             | 1.690  |
| amtliche Steigerung der OECD-Schulden | 1.400  |
| Budget der Europäischen Union         | 176    |
| Entwicklungshilfe weltweit            | 149    |
| Öffentlich-private Partnerschaften    | 60     |
| Budget der Vereinten Nationen         | 48     |
| Budget der Weltbank                   | 44     |

| alle 17 Ziele (Investitionslücke laut UNCTAD)     | 2.500 |
| Ziel 16: Weltweite Militärausgaben                | 1.690 |
| Ziel 03: Gesundes Leben für alle                  | 1.160 |
| Ziel 13: Klimawandel bekämpfen                    | 350   |
| Ziel 07: Nachhaltige und moderne Energie für alle | 327   |
| Ziel 06: Wasser und Sanitärversorgung für alle    | 150   |
| Ziel 01: Armut beenden                            | 132   |

Die Finanzierung der SDG beinhaltet das Umlenken von Finanzströmen und kann sich verschiedener Instrumente und Quellen bedienen: privater Investitionen, Entwicklungshilfe, nachhaltiger Anleihen, ausländischer Direktinvestitionen und der Berücksichtigung der Kriterien von Corporate Social Responsibility und Environmental, Social and Governance in Unternehmen.
Da das UN-Budget 2018 nur 47,8 Milliarden Dollar betrug, richtete die UN in New York 2017 eine neue Arbeitsgruppe zur Finanzierung von Entwicklung ein, die Inter-agency Task Force on Financing for Development (UN IATF on FfD). Diese lud Nichtregierungsorganisationen und Forschungsinstitute zum öffentlichen Dialog und veröffentlichte im Dezember 2018 ein Policy Paper des Basel Institute of Commons and Economics. In diesem wurde betont, dass sowohl die Zielerreichung wesentlich von der Bereitstellung öffentliche Güter abhängt, als auch die Budgets der Staaten und multinationalen Organisationen als Quelle für öffentliche Güter charakterisiert werden können. Das Policy Paper stellte den Finanzbedarf und die Budgets einander gegenüber, die es als Hauptfinanzierungsquelle sah. So hätten allein die OECD-Länder 2017 Staatsschulden in Höhe von 10,5 Billionen Dollar aufgenommen, die teilweise zur Finanzierung der UN-Ziele eingesetzt werden könnten.
Am 9. Juli 2019 forderten die Entwicklungsökonomen Wolfgang Obenland, Stefan Brunnhuber und Alexander Dill (Autor des UN-IATF Policy Papers), in Berlin auf einer Bundespressekonferenz die Bereitstellung der Mittel zur Finanzierung der 17 UN-Ziele.

## Umsetzung
In einem Ende März 2020 von den Vereinten Nationen veröffentlichten Bericht wird die Notwendigkeit betont, aus der COVID-19-Pandemie zu lernen und die Krise zu nutzen, die Nachhaltigkeitsziele und die Agenda 2030 konsequenter und schneller als bisher umzusetzen.
Eine 2022 erschienene Übersichtsstudie attestiert eine vermehrte Nennung der SDG in den Zielsetzungen von Nichtregierungsorganisationen (NGO), was sich jedoch nicht in realen politischen Maßnahmen niederschlage. Des Weiteren sei bisher kaum zu beobachten, dass SDG zur beabsichtigten Stärkung der bereichsübergreifenden Kooperation beitrügen. Ebenfalls im Jahr 2022 wurde eine Auswertung von 3000 Studien zum Thema SDG veröffentlicht. Sie konnte eine nur begrenzt transformative Wirkung der SDG auf die Politik feststellen: Sie hätten im Wesentlichen diskursive Änderungen in lokalen und globalen Institutionen und Policies bewirkt, also wie Akteure nachhaltige Entwicklung verstehen und darüber reden. Weitergehende normative und institutionelle Änderungen, ob der Gesetzgebung oder Verschiebungen von Ressourcenallokation, seien die seltene Ausnahme gewesen.
Ende 2023 veröffentlichte das Global Policy Forum eine Halbzeitbilanz zur Umsetzung der Ziele für nachhaltige Entwicklung mit dem Titel Halbzeitbilanz der Agenda 2030 – Die globalen Nachhaltigkeitsziele auf dem Prüfstand.

### Priorisierung der Ziele
| Rang (gesamt) | Thema                             | Rang (⌀) | Nennungen        |
| ------------- | --------------------------------- | -------- | ---------------- |
| 1             | Gesundheit                        | 3,2      | 1814             |
| 2             | Energie, Klima, Wasser            | 4,0      | 1328, 1328, 1784 |
| 3             | Bildung                           | 4,6      | 1351             |
| 4             | Armut                             | 6,2      | 1095             |
| 5             | Ernährung                         | 7,6      | 693              |
| 6             | Wirtschaftliches Wachstum         | 8,6      | 387              |
| 7             | Technologie                       | 8,8      | 855              |
| 8             | Ungleichheit                      | 9,2      | 296              |
| 9             | Gleichstellung der Geschlechter   | 10,0     | 338              |
| 10            | Hunger                            | 10,6     | 670              |
| 11            | Gerechtigkeit                     | 10,8     | 328              |
| 12            | Regierungsführung                 | 11,6     | 232              |
| 13            | Menschenwürdige Arbeit            | 12,2     | 277              |
| 14            | Frieden                           | 12,4     | 282              |
| 15            | Saubere Energie                   | 12,6     | 272              |
| 16            | Landökosysteme                    | 14,4     | 250              |
| 17            | Ozeane, Meere und Meeresressource | 15,0     | 248              |
| 18            | Soziale Inklusion                 | 16,4     | 22               |

Die Agenda 2030 nennt die 17 Nachhaltigkeitsziele „integriert und unteilbar“, „[sie] tragen in ausgewogener Weise den drei Dimensionen der nachhaltigen Entwicklung Rechnung: der wirtschaftlichen, der sozialen und der ökologischen Dimension“. Die Nachhaltigkeitsziele sollen keiner Priorisierung unterliegen. In der Praxis wird jedoch eine Priorisierung beobachtet.
Im Jahr 2019 zählte das Basel Institute of Commons and Economics die Nennungen der Ziele und Themen in fünf Arbeitsberichten, die im gleichen Jahr zum Stand der Umsetzung der 17 SDG erschienen waren. Es zeigte sich, dass die Ziele sehr unterschiedlich häufig genannt und damit auch, so die Schlussfolgerung des Instituts, mit unterschiedlicher Priorität adressiert wurden. Von den fünf analysierten Arbeitsberichten stammten drei von der UNDESA (Hauptabteilung Wirtschaftliche und Soziale Angelegenheiten der Vereinten Nationen), einer von der Bertelsmann Stiftung und einer von der EU-Statistikbehörde Eurostat.
Eine Analyse von Voluntary National Reports ergab, dass SDG 1 („Keine Armut“) und 8 („Menschenwürdige Arbeit und Wirtschaftswachstum“) häufig gegenüber anderen priorisiert werden: Untersucht wurden die Berichte von 19 Staaten aus den Jahren 2017 und 2018 darauf, welche SDG ausdrücklich als priorisiert bezeichnet wurden. Während SDG 1 von Staaten aller Einkommensniveaus vergleichsweise häufig priorisiert wurde, waren es besonders Staaten mit einem hohen Durchschnittseinkommen, die das SDG 8 priorisierten. Bei näherer Betrachtung zweier Staaten – Bhutan und Vietnam – zeigte sich, dass die Regierungen die Themen priorisierten, die schon vor Verabschiedung der SDG Schwerpunkt waren. Der Einfluss internationaler Organisationen mit ihren verschiedenen Arbeitsbereichen und ihrem unterschiedlichen Gewicht hat wahrscheinlich zu der Priorisierung beigetragen. Den anhaltenden Fokus von Industrieländern auf weiteres Wirtschaftswachstum bezeichneten die untersuchenden Wissenschaftler als „beunruhigend“.

### Fortschritts- und Globale Nachhaltigkeitsberichte der UN
Im Rahmen der Agenda 2030 sind verpflichtend zwei Berichtstypen vorgesehen, die in den Entscheidungsprozess des HLPF einfließen: Jährliche Fortschrittsberichte des UN-Generalsekretärs und die alle paar Jahre erscheinenden, von unabhängigen Wissenschaftlern verfassten globalen Nachhaltigkeitsberichte (→ #Hochrangiges Politisches Forum). Hinzu kommen die Sustainable Development Goals Reports, die jährlich ergänzend zum SDG-Fortschrittsbericht veröffentlicht werden und sich an eine breitere Öffentlichkeit wenden, und die freiwilligen Berichte der Mitgliedstaaten über ihren Fortschritt (Voluntary National Reviews, VNRs).
Die SDG-Fortschrittsberichte (SDG Progress Report) basieren auf den SDG-Indikatoren und den Beiträgen von etwa 50 internationalen Organisationen. Der 2024 veröffentlichte Bericht hielt fest, dass es nur bei 17 % der SDG-Zielvorgaben ausreichend Fortschritt gegeben habe, bei etwa der Hälfte nur minimal oder moderat, bei mehr als einem Drittel gebe es Stillstand oder sogar Rückschritt.
Globale Nachhaltigkeitsberichte (Global Sustainable Development Report, GSDR) erschienen prototypisch in den Jahren 2014, 2015 und 2016, danach wieder in den Jahren 2019 und 2023 vor den SDG-Gipfeln der Staats- und Regierungschefs im Rahmen des HLPF. Der Bericht des Jahres 2023, „Times of Crisis, Times of Change – Science for Accelerating Transformations to Sustainable Development“, erschien in etwa zur Hälfte des SDG-Umsetzungszeitraums bis 2030. Er nannte einige Fortschritte, darunter in der Anwendung emissionsfreier Technologien. In vielen Bereichen sei jedoch in den letzten drei Jahren der Fortschritt erheblich gestört worden und zum Stehen gekommen: zum Teil als Folge der vielen Krisen, darunter die Covid-19-Pandemie, steigende Inflation und Lebenshaltungskosten, die planetare, ökologische und ökonomische Notlage, Unruhen, Konflikte und Naturkatastrophen.
Obwohl die Voluntary National Reviews freiwillig sind, hatten bis 2023 fast alle Staaten welche vorgelegt, einige zwei- oder dreimal. Nur Haiti, der Iran, Jemen, Myanmar, Südsudan und die USA hatten bis 2023 keinen Bericht vorgelegt. Die VNR sind laut Global Policy Forum vorwiegend Selbstdarstellungen der Regierung, in denen eigene Handlungsdefizite kaum eine Rolle spielen; Berichte der Zivilgesellschaft seien daher ein wichtiges Korrektiv. Neben den Voluntary National Reviews gibt es noch Voluntary Local Reviews (VLRs) aus Städten und Regionen, von denen einige auch der UN vorgelegt werden.

### SDG-Index
Im September 2015 veröffentlichte die Bertelsmann-Stiftung erstmals eine Vergleichsstudie. Diese Studie sollte aufzeigen, ob die reichen Staaten ihren Teil der globalen Abmachung zu nachhaltiger Entwicklung einhalten. Unter den OECD-Staaten wurden große Unterschiede beim Erreichen der Vorgaben ausgemacht. Die Studienautoren stellen fest: „Es wird deutlich, dass nicht alle Länder den Zielen gewachsen sind und in der Tat kein einziges Land bei allen Zielen sehr gut abschneidet“. Aufbauend auf einem in dieser Vergleichsstudie vorgestellten Index entwickelten die Bertelsmann Stiftung und das Sustainable Development Solutions Network (SDSN) den SDG-Index, über den der Status der Staaten bei der Umsetzung der SDGs verglichen werden kann. Er wird seit 2016 jährlich vom SDG Transformation Center, einer Initiative des UN Sustainable Development Solutions Network (SDSN), in seinem globalen Sustainable Development Report (SDR) veröffentlicht.

### Deutschland
Die deutsche Regierung hat 2015 die Agenda 2030 mit beschlossen. Im Jahr 2016 forderte der Bundestag mit den Stimmen der Regierungsfraktionen der CDU/CSU und SPD die Bundesregierung auf, die Agenda 2030 konsequent umzusetzen. Auch die Parteien, die in der 20. Wahlperiode die Regierung stellten – die SPD, Bündnis 90/Die Grünen und die FDP – bekannten sich in ihrem Koalitionsvertrag zu den 17 Nachhaltigkeitszielen.
Deutschland wollte mit gutem Beispiel vorangehen und legte am 19. Juli 2016 als eines der ersten Länder dem Hochrangigen Politischen Forum einen Voluntary National Report vor und berichtet darin über die nationale Umsetzung der Agenda. Die Bundesregierung beschloss bereits 2016 einen Nationales Programm für nachhaltigen Konsum und die Fortschreibung des Deutschen Ressourceneffizienzprogramms (ProgRess II), in das Ziele und Maßnahmen zur Umsetzung der SDGs aufgenommen werden sollten.
Basis für die Umsetzung der SDGs in Deutschland ist die im Januar 2017 von der Bundesregierung verabschiedete Deutsche Nachhaltigkeitsstrategie.
Informationen zur Deutschen Nachhaltigkeitsberichterstattung sind auf der Website des Statistischen Bundesamtes, das die Bereitstellung der nationalen Daten zur Berechnung der globalen Indikatoren koordiniert, abrufbar.
Über das Portal 2030 Watch der Open Knowledge Foundation steht ein Monitoring-Instrumentarium zur Umsetzung der nachhaltigen Entwicklungsziele zur Verfügung. Das Portal wird u. a. vom Bundesministerium für wirtschaftliche Zusammenarbeit und Entwicklung (BMZ) gefördert.
Vom Forum Umwelt und Entwicklung wurde im März 2016 das von 39 deutschen NGOs unterzeichnete Positionspapier Die Umsetzung der globalen 2030-Agenda für nachhaltige Entwicklung veröffentlicht, in dem Stellung genommen wird zur Umsetzung der SDGs in und durch Deutschland. Im März 2020 erklärte das Forum Umwelt und Entwicklung, dass die deutsche Nachhaltigkeitsstrategie in der aktuellen Form nicht geeignet sei, „die Agenda 2030 wirklich umzusetzen und Deutschland nachhaltiger zu machen“ und fordert eine Reform der Indikatoren, die „auch die externalisierten Kosten deutscher Politik messen“.
Anlässlich der Verabschiedung der Weiterentwicklung der deutschen Nachhaltigkeitsstrategie am 10. März 2021 untersuchte das Statistische Bundesamt, inwieweit die Bundesregierung ihre Ziele für das Jahr 2020 erreicht hatte: Das war bei vier von zwölf Zielen der Fall. Die Weiterentwicklung der Nachhaltigkeitsstrategie 2021 legte Rechenschaft über den Fortschritt Deutschlands zur Erreichung der SDG ab. Sie sah Deutschland bei 30 von 79 Schlüsselindikatoren auf Kurs, bei 29 ging es in die richtige Richtung, aber zu langsam, sieben Indikatoren zeigten in die falsche Richtung: die Verringerung der Stickstoffüberschüsse in der Landwirtschaft, der Anstieg der Adipositasquote bei Erwachsenen, die Verringerung des Anteils früher Schulabgänger, die Erhöhung des Anteils ausländischer Schulabgänger mit mindestens Hauptschulabschluss, die Senkung des Endenergieverbrauchs im Güter- und Personenverkehr und die Verringerung der durch privaten Konsum verursachten CO2-Emissionen.
Nach Ablauf der Hälfte der Laufzeit der Agenda 2030 zog das Global Policy Forum im Jahr 2023 eine Halbzeitbilanz. In der Publikation Halbzeitbilanz der Agenda 2030 – Die globalen Nachhaltigkeitsziele auf dem Prüfstand wird der Stand der Umsetzung jedes einzelnen Ziels kritisch betrachtet und werden Handlungsempfehlungen gegeben.

### Schweiz
Der Bundesrat hat am 4. November 2020 die Strategie Nachhaltige Entwicklung 2030 in die Vernehmlassung geschickt. Für die Koordination der Umsetzung wurde das Bundesamt für Raumentwicklung ARE beauftragt. Auf lokaler Ebene werden Projekte durch das Förderprogramm Nachhaltige Entwicklung unterstützt. Zum Beispiel werden klimafreundlichere Lebensstile u. a. durch den Aufbau von Foodcoops gefördert. Die Strategie Nachhaltige Entwicklung befindet sich noch bis am 18. Februar 2021 in der Vernehmlassung. Für eine Verstärkung der vom Bundesrat gesteckten Ziele haben sich u. a. der Schweizer Tierschutz, Pro Natura und Sentience Politics eingesetzt.

## Kritik
Forschende merken an, dass die Erfüllung der SDG untereinander mit realwirtschaftlichen aber auch logischen Widersprüchen verbunden ist. Zudem erfahren die SDG wiederholt Kritik von globalisierungs- und wachstumskritischen Bewegungen. Auch mit den Vereinten Nationen assoziierte Institutionen und Wissenschaftler weisen auf die zögerliche Umsetzung, kontraproduktive Anreize und gewählte Methoden hin. Kohei Saito bezeichnete die SDG als neues „Opium des Volkes“, das die Verantwortung von Konzernen und Politik bei der Bewältigung von sozialen, Klima- und Biodiversitätskrisen verschleiere. Laut Louis J. Kotzé (RIFS Potsdam) könnten die SDG „sicherlich keine Roadmap für das Erreichen einer gerechten Welt innerhalb planetarer Grenzen“ sein.